# 武夷幽灵蛛
武夷幽灵蛛（学名：Pholcus wuyiensis）为幽灵蛛科幽灵蛛属的动物。在中国大陆，分布于福建等地。该物种的模式产地在福建武夷山。